# Can Canals de Masbover
Can Canals de Masbover és un poble al municipi de Piera (comarca de l'Anoia, província de Barcelona), es va començar a formar al voltant del 1960, aproximadament, tot i que anteriorment existia un nucli petit d'unes 20 cases des de fa anys. Limita al nord amb Can Bonastre i Can Parellada, a l'est amb Sant Llorenç d'Hortons, al sud amb Sant Sadurní d'Anoia i per l'oest amb la Fortesa i Sant Jaume Sesoliveres.

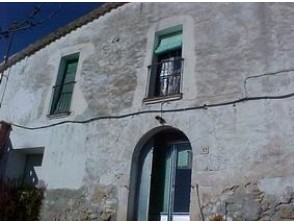
Mas Bover

El barri porta aquest nom ja que la primera casa existent era el Mas Bover, construït l'any 1659 i que pertanyia a Jaume Canals.

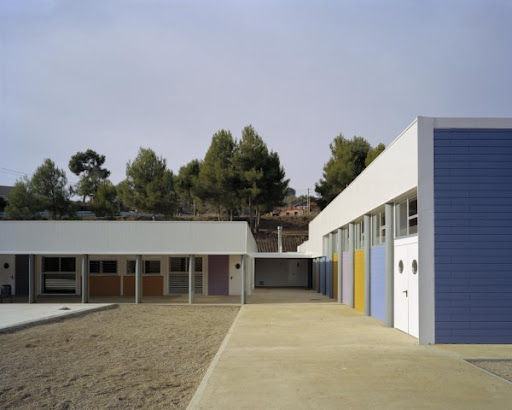
CEIP Creixà

Disposa d'un col·legi de primària (CEIP Creixa inaugurat el 2003 per el molt Honorable Sr. Jordi Pujol i Soley i edificat gràcies al regidor d'educació Josep Miquel Bas, nascut a Can Canals de Masbover) junt amb unes pistes de futbol, restaurants i una associació de veïns.
[]

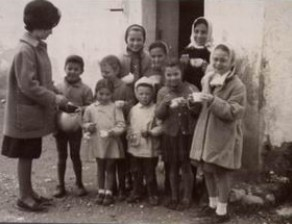
Alumnes de l'antiga Escola

Al voltant de l'any 1935 va existir l'escola de Mas Figueres, que va durar uns 15 anys en actiu, l'escola era molt petita, només tenia una habitació. El material que feien servir era: Una pissarra petita, tinters, armaris, una estufa de llenya, una bola del món, diccionaris, llibres en castellà i cadires i taules de fusta per als nens i nenes que anaven a l'escola.
A l'escola només hi havia uns 20 nens i nenes i anaven a l'escola de dilluns a divendres, encara que hi havia nens que quan era època de verema faltaven perquè anaven a ajudar als seus pares al camp.
Es un poble envoltat per la natura on hi destaquen els frondosos boscos com el Bosc Fosc o el torrent del Papa. []

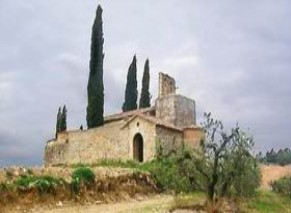
Ermita de Santa Creu de Creixà

També hi ha l'Ermita de Santa Creu de Creixà que està a tan sols 500 m del nucli de cases i és una ermita amb una llarga historia la qual també actua com a cementiri per a gent del proble.
A part d'aquesta ermita al centre del poble, al nucli antic, hi ha la parroquia de Sant Joan Baptista on se celebra missa cada diumenge.

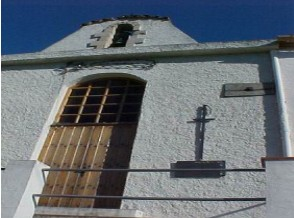
Parroquia de Sant Joan Baptista

[[]